# Шезму
Шезму (также известен как Шесму, Шезему, Шесему и Сесму) — бог в древнеегипетской мифологии. Являлся демоническим божеством убийства, крови, а также масел для бальзамирования, вина и благовоний. Был прочно связан с загробным культом: охранял мумию от повреждений и наказывал грешников. Как и у многих других богов древнего Египта, у Шезму была разноплановая природа. Он был как светлым, так и тёмным божеством, но демоном его считают не поэтому. Для древних египтян демоны не всегда по своей природе были злыми существами. Часто они были весьма полезны. Шезму считался демоном, так как являлся младшим в своём ранге божеством и был связан с загробным миром. Изображался с прессом для виноделия.

## Роль
Шезму был известен как истребитель преступников, с отвращением кладущий их головы под винный пресс, чтобы получить кровь. Он был известен как «палач Осириса». Шезму входил в группу «богов смерти», поэтому иногда его сопровождали титулом «убийца душ». Может показаться, что Шезму был жестоким божеством загробного мира, однако он был весьма полезен для мёртвых. Хотя он был суровым палачом зла, он также был и великим защитником добродетелей. Для Шезму совершали подношения в виде красного вина за тех, кто умер. Помимо вина, он отвечал за вполне земные объекты, такие как масла для бальзамирования и благовония.
В отличие от других богов, в его обязанности входило использование тел и крови умерших для питания (поддержания жизни) фараона Униса. Осирис был тем, кто отдавал приказ Шезму использовать кровь злодеев для обращения её в вино. Поэтому Шезму иногда присваивали титул «демон винного пресса». Красный цвет при изображении Шезму обозначал его связь со злом. Древние египтяне боялись алого цвета и ненавидели его, так как он был не только цветом крови и смерти, но и являлся цветом бога хаоса Сета. Также алый был цветом заходящего солнца, что связывало его с наступлением темноты и царствованием змея-демона Апопа.
Шезму появлялся в образе человека с головой льва, с испачканными в крови клыками и гривой. Он носил пояс из человеческих черепов на талии.

## Изображения

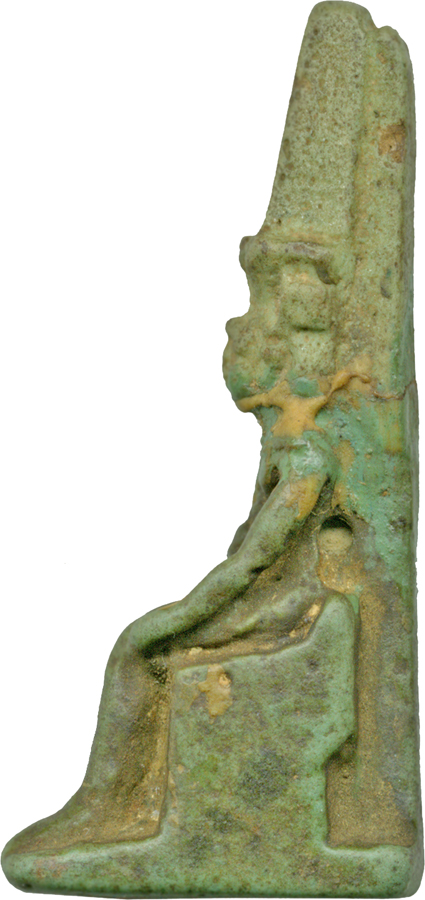
Львиноголовый Нефертум.

Как и многих других египетских божеств, Шезму изображали в виде человека, либо в виде человека с головой сокола. Когда подчёркивалась его связь с кровью и разрушениями, он принимал облик человека с головой льва. Возможно, это было связующим звеном между ним и богиней войны и мести Сехмет. Кроме того, его ассоциировали с Нефертумом, благодаря его двояким проявлениям и связью с благовониями.

## Места поклонения
Шезму имел двоякий облик, с одной стороны он представлял собою великое зло, но в противовес ему — и добро. Во многих местах у него был такой же высокий статус, как и у Осириса, и он почитался как бог-защитник. Однако он также и вызывал страх, так как был непоколебимым карателем осуждённых. Он имел величественный центр культа в Файюме, но поклонение ему также было широко распространено в Дендере и Эдфу.

## Перемены

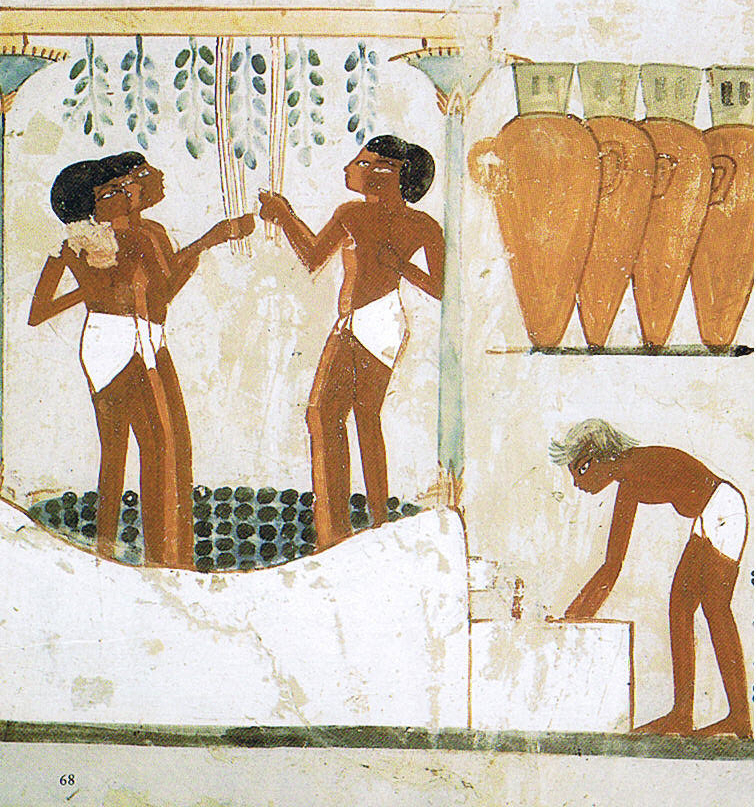
Процесс давки винограда ногами. Изображение из гробницы Нахта.

Благодаря красному цвету вино стало отождествляться с кровью, а Шезму называли господином крови. Поскольку вино считалось благом, связь Шезму с кровью означала праведность, а совершённые им действия уничтожали неправедность. Когда основной формой казни было отсечение головы, говорилось, что Шезму отрубал головы злодеев и бросал их под винный пресс, чтобы раздавить их в красное вино, которое в свою очередь отдавалось праведным умершим. Обезглавливание обычно проводилось, когда жертва лежала в спокойном состоянии, положив голову на деревянный брусок, исходя из этого Шезму также называли «сокрушителем злых на бруске». В искусстве эта сцена насилия показывала Шезму как львиноголового человека со свирепым выражением лица. В более поздние времена египтяне использовали винный пресс не для производства вина, а для изготовления масла, виноград же давили ногами, что способствовало целостности виноградных косточек. Вследствие этого Шезму стал ассоциироваться с маслами для бальзамирования и мазями, которые использовались для сохранения тела и красоты.